# Ladhewala Waraich
Ladhewala Waraich ou Ladhe Wala Waraich est une ville pakistanaise située dans le district de Gujranwala, dans la province du Pendjab.
La population s'élevait à 33 720 habitants d’après le recensement de 1998. En 2017, la population était évaluée à 92 087 par le recensement suivant,. En 2023, la population de la ville monte à 100 331 habitants.